# Prunus ilicifolia
Prunus ilicifolia ist eine Pflanzenart aus der Gattung Prunus in der Familie der Rosengewächse (Rosaceae).  Im Englischen Holly-Leafed Cherry, was genauso wie das Artepitheton auf die stechpalmenähnlichen Blätter hinweist; auch Evergreen Cherry oder Islay.

## Beschreibung

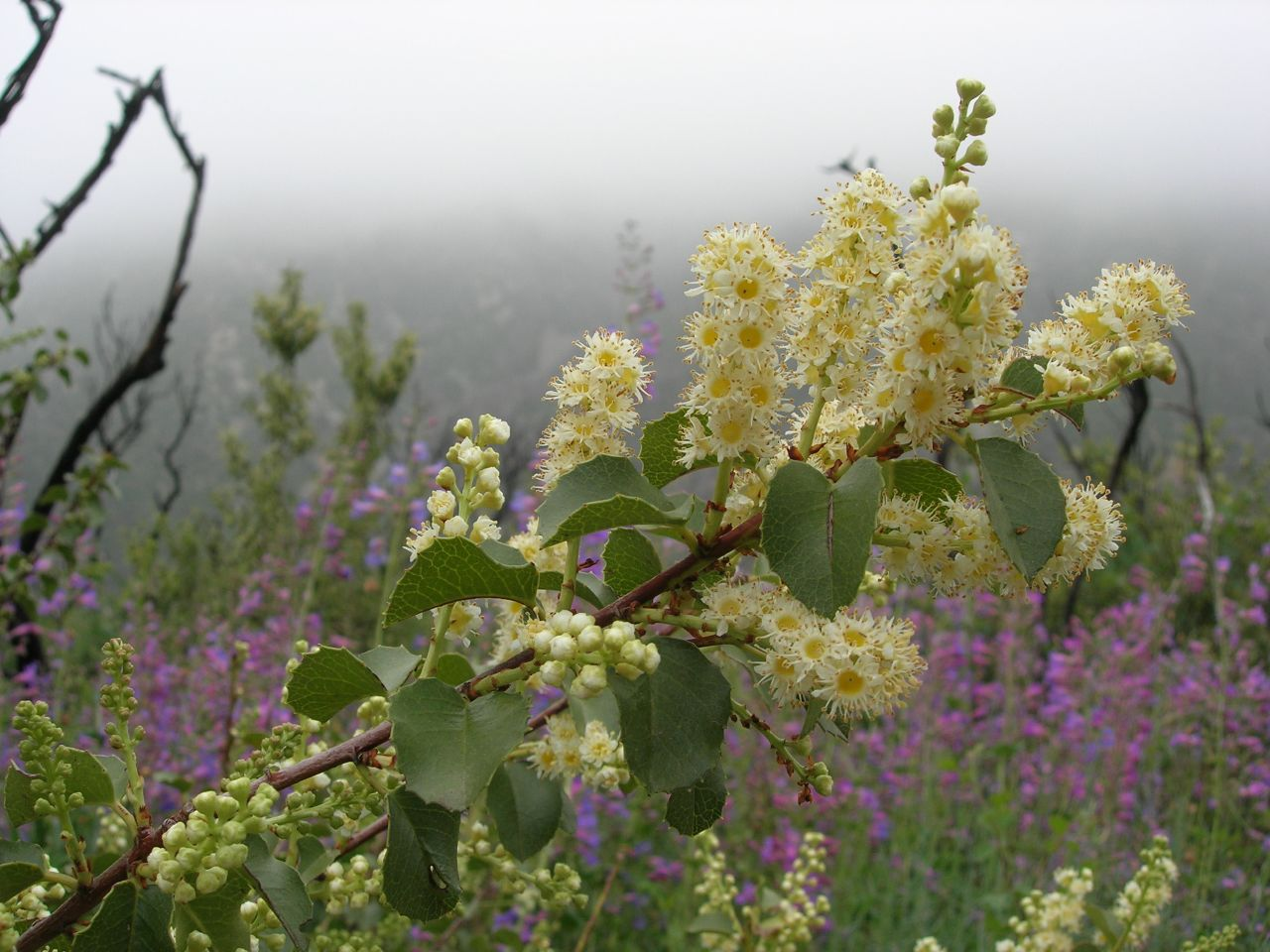
Blütenstand von Prunus ilicifolia

Prunus ilicifolia ist ein immergrüner, recht langsamwüchsiger Strauch, der Wuchshöhen zwischen 1 und über 9 Metern erreicht. An guten Standorten kann auch ein baumartiger Wuchs größerer Höhe auftreten. Es wird meist in eine dichte Krone gebildet. Die Rinde ist grau bis rötlich-braun.
Die wechselständigen und kurz gestielten Laubblätter sind dunkelgrün mit glänzender Ober- und matter Unterseite. Sie sind eiförmig bis rundlich, teils leicht herzförmig, ledrig, spitz bis zugespitzt, 2 bis 12 Zentimeter lang, hart, dick, ungeteilt und weisen an ihrem Rand mehr oder weniger, größer oder kleinere stachelige Zähne auf oder sind fast ganzrandig bis geschweift.
Es werden kurze, traubige und zylindrische Blütenstände gebildet. Die Blüten erscheinen vor den Blättern. Die duftenden, zwittrigen, fünfzähligen und kurz gestielten Blüten mit doppelter Blütenhülle sind klein, unscheinbar und weiß bis gelblich. Sie sind in der typischen Form der Prunus-Blüten.
Die kleine, rundliche, bis 2–2,5 Zentimeter große und kahle, ledrige, dünnfleischige Steinfrucht ist erst rötlich später schwarz-blau bis -purpur.
Die Chromosomenzahl beträgt 2n = 30.

## Verbreitung
Das natürliche Verbreitungsgebiet von Prunus ilicifolia umfasst die Gebiete Kaliforniens und Niederkaliforniens in Mexiko mit mediterranem Klima. Die Art findet sich in Buschgesellschaften mäßig feuchter Standorte in Küstenvegetation, Hügelland und Chaparrals. Die Typusunterart Prunus ilicifolia subsp. ilicifolia kommt dabei entlang der Küsten von Napa County bis Niederkalifornien vor, während Prunus ilicifolia subsp. occidentalis Brandegee auf den Kanalinseln und im niederkalifornischen Inland gefunden wird. Diese Art wird auch auf Hawaii angebaut.

## Verwendung
Die Früchte sind essbar. Auch die gemahlenen Kerne sind nach längerem Vorwäßern essbar.
Die Art wird auch wegen ihrer Blätter als Zierpflanze oder Hecke genutzt.